# Фронт цветения сакуры
Фронтом цветения сакуры (яп. 桜前線 сакура дзэнсэн) в Японии называют распространение цветения деревьев вишни. Японское метеорологическое агентство фиксирует раскрытие цветов и полный цвет, с Окинавы в апреле до Хоккайдо в середине мая. В конце апреля—начале мая, в зависимости от типа весны, фронт перемещается на Курильские острова и остров Сахалин, где со времён Карафуто сохранились посадки японской сакуры, а вместе с ними и традиция созерцания, получившая название ханами. Новости о перемещении фронта постоянно публикуются основными новостными агентствами и привлекают общественный интерес из-за символизма и традиции любования цветами. Назван по аналогии с атмосферным фронтом.

## Прогнозы
С 1951 года Японское метеорологическое агентство делает прогнозы цветения сакуры для региона Канто, с 1955 года — для всей Японии кроме Окинавы и островов Амами. С 2010 года прогнозирование было передано частному сектору, хотя наблюдения за цветением и влиянием климата на него продолжают вестись. Прогноз основан на уравнении Аррениуса:
{\displaystyle {\text{DTS}}=\exp \left(9{,}5\times 10^{3}\,{\frac {T-288{,}2}{288{,}2\,T}}\right),}
где T — среднедневная температура в кельвинах, а DTS — количество дней со стандартной температурой.

## Цветение
День открытия цветов (яп. 開花日 кайкаби) объявляется, когда на дереве-образце открывается пять—шесть цветов. Полное цветение (яп. 満開日 манкайби) — день открытия 80 % цветов. Обычно исследуется цветение ёсинодзакуры, так как с конца периода Эдо её сажали по всему Японскому архипелагу. Помимо ёсинодзакуры, исследуют также цветение хигандзакуры на юге и оямадзакуры на севере.
В 2006 году сообщалось, что цветение сакуры может обогнать цветение сливы.

## Деревья-образцы
Исследуется 59 образцовых деревьев, которые выбирают среди деревьев-кандидатов, когда их предшественник стареет или по какой-либо причине теряет способность к хорошему цветению, к примеру, образец в Мито сломался под снегом в 2005 году, а образец на южной оконечности Исигаки был повален тайфуном в следующем году. 59 образцовых деревьев расположены рядом с главными метеостанциями агентства.
- Окинава: Исигакидзима, Миякодзима, Наха, Минамидайто
- Кюсю/Ямагути: Фукуока, Симоносеки, Оита, Нагасаки, Сага, Кумамото, Миядзаки, Кагосима, Амами;
- Сикоку: Такамацу, Токусима, Мацуяма, Коти;
- Тюгоку: Хиросима, Окаяма, Мацуэ, Тоттори;
- Кансай: Осака, Хиконе, Киото, Майдзуру, Кобе, Нара, Вакаяма;
- Токай: Нагоя, Сидзуока, Гифу, Цу;
- Канто: Токио, Мито, Уцуномия, Маэбаси, Кумагая, Тёси, Иокогама, Нагано, Кофу;
- Хокурику: Ниигата, Тояма, Канадзава, Фукуи;
- Тохоку: Сендай, Аомори, Акита, Мориока, Ямагата, Фукусима;
- Хоккайдо: Саппоро, Вакканай, Асахикава, Абасири, Обихиро, Кусиро, Муроран, Хакодате.